# 김인태 (1904년)
김인태(金仁泰, 1904년 - 1960년)는 대한민국의 정치인이다. 농업고등학교를 졸업하고 화성군청 산업과장, 군수, 제2대 국회의원을 역임하였다.
1960년 6월 12일, 대한민국 제5대 국회의원 선거를 준비하던 도중, 수원에서 서울로 이동하기 위해 탔던 지프차가 다른 차량을 피하려다가 낭떠러지에 굴러떨어졌다. 큰 부상을 입었고, 얼마 후 사망했다.

## 역대 선거 결과
|  | 29.00% |

|  | 49.32% |

## 참고 자료
- 김인태 - 대한민국헌정회